# Бреммер, Ян
Ян Бреммер (Jan Nicolaas Bremmer; род. 18 декабря 1944, Гронинген) — нидерландский ученый-религиовед, античник. Доктор философии (1979), декан Гронингенского университета (1996—2005), эмерит-профессор. Членкор Австрийской академии наук (2021).
Специализируется на греческой, римской, ранней христианской и современной религии, социальной истории и историографии древней религии, «всемирно известный ученый-религиовед», «один из ведущих авторитетов в области древней религии». Офицер ордена Оранских-Нассау (2006).

## Биография и творчество
Родился на Севере Нидерландов, незадолго до освобождения канадцами его родного города от немцев. Его отец был кальвинистским священником и историком церкви, а мать происходила из семьи кальвинистских священников, в частности её дедушка был профессором теологии. Изучал классику и испанский язык в Свободном университете Амстердама (1962—1970). Повстречает в Финляндии свою будущую жену-британку, после чего будет заниматься также в Бристольском университете (1969—1970). Магистерскую писал по Сенеке.
С 1970 по 1972 год проходил военную службу в нидерландской военной разведке, учил там русский язык. Несколько лет проработает учителем классики в средней школе, затем ассистент- и (с 1978) ассоциированный профессор кафедры древней истории в Утрехтском университете (с 1974, по 1989), одновременно проводил докторские исследования. В 1979 году получил степень доктора философии в Свободном университете, защитив диссертацию «Ранняя греческая концепция души» — в 1983 она будет опубликована Princeton University Press. В 1990 году займет кафедру религиоведения на факультете теологии и религиоведения Гронингенского университета, будет деканом факультета в течение почти 10 лет (1996—2005). Во время его деканства международные оценочные комитеты оценят факультет как лучший из всех теологических факультетов в Нидерландах как по исследовательской работе, так и по преподаванию. В конце 2009 (в 2010-м?) года вышел на пенсию. Определял себя как «либерального протестанта» («я бы сказал, что я был сформирован протестантской традицией и являюсь её частью»).
Его «Греческая религия» (Оксфорд: Oxford UP, 1994) {Рец.} переведена на нидерландский, немецкий, итальянский, испанский и французский языки (Бреммер замыслил её как обновление справочного исследования Вальтера Буркерта «Griechische Religion der Archaischen und Klassischen Epoche» (Штутгарт, 1977)). Отдавал предпочтение идее заимствования греческой религии с Востока — большинства её элементов в архаический период.
- La religione greca, ouvrage traduit de l’anglais par M. Rosetti, post-face de G. Casadio, Cosenza, Ed. Lionello Giordano, 2002. 1 vol. 190 p. (Biblioteca de Studi Religiosi, 4). ISBN 88-86919-12-3. {Рец.}

Другие публикации
- «Взлет и падение загробной жизни» (Лондон, Routledge, 2002)
- Greek Religion and Culture, the Bible and the Ancient Near East, Leiden/Boston, Brill, 2008. 1 vol. 424 p. (Jerusalem Studies in Religion and Culture, 8). ISBN 978-90-04-16473-4. {Рец.} — сборник статей

Соредактор «The Gods of Ancient Greece. Identities and Transformations».
Публиковался в Harvard Studies in Classical Philology, Mnemosyne. В его честь, по случаю его 65-летия, вышел том «Myths, Martyrs, and Modernity» (2010).